# GAIS
El GAIS, Göteborgs Atlet- och Idrottssällskap, en català Associació Atlètica i Esportiva Göteborg, és un club suec de futbol de la ciutat de Göteborg.

## Història
És un dels clubs més antics de Suècia. Va ser fundat l'11 de març de 1894. Inicialment es dedicà a l'atletisme i als esports de força. La secció de futbol es creà el 1897.

## Jugadors destacats
- Samir Bakaou
- Sören Järelöv
- Roland Nilsson

## Entrenadors destacats
- Roland Nilsson
- Bo Falk

## Palmarès
- Campionat suec de futbol (4): 1919, 1922, 1930–31, 1953–54
- Allsvenskan (4): 1924–25, 1926–27, 1930–31, 1953–54
- Svenska Serien (1): 1923–24
- Svenska Mästerskapet (2): 1919, 1922
- Svenska Cupen (1): 1942